# (3573) Holmberg
(3573) Holmberg ist ein Asteroid des Hauptgürtels, der am 16. August 1982 vom schwedischen Astronomen Claes-Ingvar Lagerkvist am La-Silla-Observatorium (IAU-Code 809) der Europäischen Südsternwarte in Chile entdeckt wurde.
Benannt wurde der Asteroid nach dem schwedischen Astronomen Erik Bertil Holmberg (1908–2000), der  für seine Untersuchungen über die Wechselwirkung von Galaxien bekannt wurde.